# Kiselo i slatko
Kiselo i slatko je četvrti studijski album srpskog garage rock/punk rock sastava Partibrejkers, kojeg je objavio PGP RTB 1994. godine. 

## Popis pjesama
Sve pjesme su napisali Zoran Kostić i Nebojša Antonijević, osim pjesme broj sedam koju je napisao Milan Mladenović i pjesme broj sedam koju je napisao Dime Todorov.
| 1.    | »Ja hoću da te volim (Kako)« | 4:09 |
| 2.    | »Hoću da Znam«               | 3:49 |
| 3.    | »Ljudi nisu isti«            | 2:54 |
| 4.    | »Javi se«                    | 4:18 |
| 5.    | »Molitva«                    | 5:36 |
| 6.    | »Daleko od očiju«            | 5:51 |
| 7.    | »Ja sam doktor«              | 2:29 |
| 8.    | »Težak zaborav«              | 6:42 |
| 9.    | »Ona je prokleta«            | 3:02 |
| 10.   | »Ti si moja sreća«           | 3:33 |
| 34:39 |                              |      |

## Sudjelovali na albumu
Partibrejkers
- Nebojša Antonijević "Anton" — gitara
- Zoran Kostić "Cane" — vokal

Dodatno osoblje
- Vlada Negovanović — akustična gitara
- Branka Katić — prateći vokal
- Srđan Gojković "Gile" — prateći vokal
- Saša Vlajsović — bas-gitara
- Zoran Radomirović "Švaba" — bas-gitara
- Srđan Todorović — bubnjevi
- "Pera Joe" Miladinović — harmonika
- Saša Lokner — sintesajzer
- Goran Čavajda "Čavke" — udaraljke, prateći vokal
- Borko Petrović — udaraljke, prateći vokal
- Marin Petrić "Puroni" — udaraljke, prateći vokal
- Milan Mladenović — vokal, harmonika
- Nenad Petrović — saksofon

## Vanjske poveznice
- Kiselo i slatko na Discogs